# Xurşud
Xurşud är en ort i Azerbajdzjan.   Den ligger i distriktet Saljan, i den sydöstra delen av landet, 120 km sydväst om huvudstaden Baku. Antalet invånare är 708.
Terrängen runt Xurşud är mycket platt. Närmaste större samhälle är Salyan, 7,1 km sydost om Xurşud.
Trakten runt Xurşud består till största delen av jordbruksmark. Runt Xurşud är det ganska tätbefolkat, med 52 invånare per kvadratkilometer.